# Congrés de Sobirània Tecnològica
El Congrés de Sobirania Tecnològica (Sobtec) és un lloc de trobada d'activistes, acadèmics i experts, que estudia quin és l'impacte social de les tecnologies sobre els drets i les llibertats fonamentals de la ciutadania, des d'un punt de vista interdisciplinari i amb una clara voluntad divulgativa.
El Congrés de Sobirània Tecnològica se celebra a Barcelona, des del 2016, amb periodicitat anual. Està organitzat per l'anomenat «Grup Promotor per la Sobirania Tecnològica», el qual agrupa diverses organitzacions i col·lectius. Així, la primera edició del congrés va comptar amb el suport dels Iaioflautes, la plataforma Stop Pujades i l'ONG Setem, entre d'altres. El programa de la trobada compta amb xerrades i taules rodones sobre temàtiques tan diverses com el programari lliure, la seguretat a la xarxa, les noves tecnologies o la violència masclista. L'assistència al congrés és gratuïta i oberta a tothom.
El Congrés de Sobirania Tecnològica va néixer com una alternativa ética al Mobile World Congrés, el gran congrés de la telefonia mòbil que també se celebra anualment a Barcelona.

## Seus del congrés
- 2016, Centre Cívic Joan Oliver-Pere Quart
- 2017 a 2020, Lleialtat Santsenca